# Discographie de Slipknot
La discographie de Slipknot, un groupe de néo metal américain, se compose de six albums studio, deux albums live, un EP, quatre albums vidéo, un album démo, quinze singles, quatre singles promotionnels et treize clips vidéo.
Slipknot est initialement formé dans l'Iowa en septembre 1995 par le chanteur Anders Colsefni, le guitariste Donnie Steele, le bassiste Paul Gray et le batteur Shawn Crahan sous le nom de The Pale Ones. Crahan endosse le rôle de percussionniste à l'arrivée du batteur Joey Jordison, et Josh Brainard devient second guitariste à cette même période. Le groupe joue sa première prestation sur scène le 4 décembre 1995 sous le nom de Meld, avant que Jordison ne suggère le nom de Slipknot, le titre d'une chanson sur laquelle ils travaillaient à cette époque. Le groupe se lance dans l'enregistrement de chansons début 1996, année durant laquelle le guitariste, Donnie Steele, quitte le groupe défendant ses croyances chrétiennes. Il est remplacé par Craig Jones, qui s'occupera ensuite des échantillons sonores après l'arrivée du guitariste Mick Thomson. Le premier album de Slipknot, Mate. Feed. Kill. Repeat, est commercialisé le 31 octobre 1996 sans aide de Jones, ni Thomson.
Slipknot recrute un nouveau chanteur en 1997 ; Corey Taylor du groupe Stone Sour. Colsefni s'occupe ainsi des chœurs et des percussions, mais quitte peu après le groupe et est remplacé aux percussions par Greg « Cuddles » Welts. À la fin de l'année, le groupe adopte deux traditions encore d'actualité ; le port d'uniformes et le remplacement de leurs noms par des chiffres individuels. En 1998, une seconde démo est enregistrée avec l'aide d'un nouveau membre, Sid Wilson aux platines. Le producteur Ross Robinson montre son intérêt pour Slipknot, ce qui les aide à se faire remarquer par des labels musicaux. Le 6 juillet, Welts devient le premier membre formellement renvoyé par le groupe, et est rapidement remplacé par Chris Fehn. Le 8 juillet, Slipknot signe avec Roadrunner Records.
Sous leur nouveau label, ce groupe de neuf membres se lance dans la composition d'un nouvel album. Les enregistrements débutent à la fin de septembre 1998 et se terminent en novembre. Durant la période de Noël, Brainard quitte le groupe sans raison apparente. Il est remplacé par James Root, qui enregistrera deux morceaux à la guitare fin 1999, sur Me Inside et Purity. Slipknot est commercialisé le 29 avril, et devient le 2 mai 2000 le premier album chez Roadrunner certifié disque de platine par la RIAA. L'album est réédité en décembre 1999, sans le titre Purity (ni même Frail Limb Nursery) supprimé à cause de problème de droits d'auteur. Le troisième album de Slipknot est enregistré début 2001 et commercialisé le 28 août. Iowa est un énorme succès commercial, et atteint la 3e place du Billboard 200, et la première au UK Albums Chart. Slipknot fait paraître son second album vidéo (après Welcome to Our Neighborhood en 1999), Disasterpieces. Le DVD est extraordinairement bien accueilli, et est certifié quadruple disque de platine aux États-Unis.
Après la sortie de Iowa et Distasterpieces, les membres de Slipknot se concentrent chacun sur leurs projets musicaux parallèles. Taylor et Root reforment le groupe Stone Sour, et font paraître leur premier album éponyme le 27 août 2002. Une semaine avant, les Murderdolls font paraître leur premier album accompagnés de Jordison à la guitare. Crahan crée également son projet musical en 2003, To My Surprise. Des rumeurs sont lancées concernant l'éventuelle séparation de Slipknot, avant que le groupe ne commence l'enregistrement de son quatrième album fin 2003. Produit par Rick Rubin (Johnny Cash, System of a Down, Slayer), Vol. 3: (The Subliminal Verses) est commercialisé le 24 mai 2004. Il atteint la deuxième place aux États-Unis, mais n'atteint que la 5e place au Royaume-Uni. Le 1er novembre 2005, le groupe fait paraître 9.0: Live. Le premier album live du groupe n'atteint que la 17e place du Billboard. All Hope Is Gone, leur quatrième album studio, est commercialisé le 20 août 2008. Le 11 mai 2016, Slipknot recense 40 millions d'albums vendus. Slipknot fait paraître son cinquième album studio le 21 octobre 2014 intitulé .5: The Gray Chapter.
En 2017, le groupe publie son second album live, Day of the Gusano, accompagné par la vidéo du concert du même nom. Deux ans plus tard sort le sixième album du groupe, We Are Not Your Kind. En 2022 sort le septième album du groupe, The End, So Far. Celui-ci est suivie par la sortie du premier EP du groupe, Adderall (en), en 2023.

## Albums

### Albums studio
| Titre                                                                        | Détails                                                                                       | Classements | Classements | Classements | Classements | Classements | Classements | Classements | Classements | Classements | Classements | Certifications                                                                                           |
| Titre                                                                        | Détails                                                                                       | US          | AUS         | AUT         | BEL (FL)    | FRA         | ALL         | NLD         | NZ          | SUÈ         | R-U.        | Certifications                                                                                           |
| ---------------------------------------------------------------------------- | --------------------------------------------------------------------------------------------- | ----------- | ----------- | ----------- | ----------- | ----------- | ----------- | ----------- | ----------- | ----------- | ----------- | --- |
| Slipknot                                                                     | - Sortie : 29 juin 1999 - Label : Roadrunner - Formats : CD, cassette, vinyle, téléchargement | 51          | 32          | 44          | —           | 175         | 57          | 42          | 49          | 53          | 37          | - RIAA : double platine - ARIA : platine - BPI : platine - MC : platine - NVPI : disque d'or             |
| Iowa                                                                         | - Sortie : 28 août 2001 - Label : Roadrunner - Formats : CD, vinyle, téléchargement           | 3           | 2           | 8           | 4           | 7           | 4           | 15          | 5           | 10          | 1           | - RIAA : platine - ARIA : or - BPI : or - MC : platine - BVMI : disque d'or                              |
| Vol. 3: (The Subliminal Verses)                                              | - Sortie : 25 mai 2004 - Label : Roadrunner - Formats : CD, vinyle, téléchargement            | 2           | 2           | 5           | 6           | 6           | 2           | 14          | 3           | 2           | 5           | - RIAA : platine - ARIA : platine - BPI : or - BVMI : or - MC : platine - RIANZ : disque d'or            |
| All Hope Is Gone                                                             | - Sortie : 26 août 2008 - Label : Roadrunner - Formats : CD, vinyle, téléchargement           | 1           | 1           | 2           | 5           | 3           | 2           | 6           | 1           | 1           | 2           | - RIAA : platine - ARIA : or - BPI : or - BVMI : or - MC : platine - IFPI AUT : disque d'or - RIANZ : or |
| .5: The Gray Chapter                                                         | - Sortie : 21 octobre 2014 - Label : Roadrunner - Formats : CD, vinyle, téléchargement        | 1           | 1           | 2           | 12          | 8           | 2           | 13          | 2           | 3           | 2           | - MC : or                                                                                                |
| We Are Not Your Kind                                                         | - Sortie : 9 août 2019 - Label : Roadrunner - Formats : CD, téléchargement                    | 1           | 1           | —           | 1           | 2           | 2           | 2           | 2           | 4           | 1           | |
| The End, So Far                                                              | - Sortie: 30 Septembre 2022 - Label: Roadrunner - Formats: CD, 2LP, CS, DL                    |             |             |             |             |             |             |             |             |             |             | |
| "—" signifie que l'album n'est pas sorti ou n'a pas été classé dans le pays. |                                                                                               |             |             |             |             |             |             |             |             |             |             | |

### Albums live
| Titre                             | Détails                                                                        | Classements | Classements | Classements | Classements | Classements | Classements | Classements | Classements | Classements | Classements | Certifications       |
| Titre                             | Détails                                                                        | US          | AUS         | AUT         | BEL (FL)    | FRA         | ALL         | NLD         | SUÈ         | SUI         | R-U.        | Certifications       |
| --------------------------------- | ------------------------------------------------------------------------------ | ----------- | ----------- | ----------- | ----------- | ----------- | ----------- | ----------- | ----------- | ----------- | ----------- | -------------------- |
| 9.0: Live                         | - Sortie : 30 octobre 2005 - Label : Roadrunner - Formats : CD, téléchargement | 17          | 26          | 18          | 53          | 41          | 24          | 71          | 40          | 43          | 53          | - RIAA : disque d'or |
| Day of the Gusano: Live in Mexico | - Sortie: October 20, 2017 - Label: Eagle Vision - Formats: 2CD, 3LP, DL       | —           | —           | —           | —           | —           | 25          | —           | —           | —           | —           |                      |

### Compilations
| Titre            | Détails                                                                        | Classements | Classements | Classements | Classements | Classements | Classements | Classements | Classements | Classements | Classements |
| Titre            | Détails                                                                        | US          | AUS         | AUT         | BEL (FL)    | FRA         | ALL         | NLD         | SUÈ         | SUI         | R-U.        |
| ---------------- | ------------------------------------------------------------------------------ | ----------- | ----------- | ----------- | ----------- | ----------- | ----------- | ----------- | ----------- | ----------- | ----------- |
| Antennas to Hell | - Sortie : 23 juillet 2012 - Label : Roadrunner - Formats : CD, téléchargement | 18          | 16          | 10          | 32          | 86          | 10          | 79          | 13          | 23          | 22          |

### Albums vidéo
| Titre                                           | Détails                                                                    | Classements | Classements | Classements | Classements | Certifications                                  |
| Titre                                           | Détails                                                                    | US Video    | FIN DVD     | ALL         | NZ DVD      | Certifications                                  |
| ----------------------------------------------- | -------------------------------------------------------------------------- | ----------- | ----------- | ----------- | ----------- | ----------------------------------------------- |
| Welcome to Our Neighborhood                     | - Sortie : 9 novembre 1999 - Label : Roadrunner - Formats : VHS, DVD       | 1           | —           | —           | —           | - RIAA : platine                                |
| Disasterpieces                                  | - Sortie : 25 novembre 2002 - Label : Roadrunner - Formats : DVD           | 3           | 1           | —           | —           | - RIAA : quadruple platine - BVMI : disque d'or |
| Voliminal: Inside the Nine                      | - Sortie : 5 décembre 2006 - Label : Roadrunner - Formats : DVD            | 5           | —           | 84          | —           | - RIAA : platine                                |
| (sic)nesses                                     | - Sortie : 28 septembre 2010 - Label : Roadrunner - Formats : DVD, Blu-ray | 1           | 1           | 58          | 3           | - RIAA : platine                                |
| Day of the Gusano: Live in Mexico               | - Sortie: 20 octobre 2017 - Label: Eagle Vision - Formats: DVD, BD, DL     | —           | —           | —           | —           |                                                 |
| « — » montre qu'aucun classement n'est atteint. |                                                                            |             |             |             |             |                                                 |

### Autres
| Titre                     | Détails                                   |
| ------------------------- | ----------------------------------------- |
| Mate. Feed. Kill. Repeat. | - Sortie : 31 octobre 1996 - Formats : CD |

## EPs
| Titre         | Détails                                     |  |  |
| ------------- | ------------------------------------------- |  |  |
| Adderall (en) | - Sortie : 9 juin 2023 - Label : Roadrunner |  |  |

## Singles
| Titre                                                                            | Année | Classements | Classements | Classements | Classements | Classements   | Classements | Classements | Classements | Classements | Classements | Album                           |
| Titre                                                                            | Année | ALL         | AUS         | US          | US Alt.     | US Main. Rock | FRA         | IRL         | P-B.        | R-U.        | SUÈ         | Album                           |
| Wait and Bleed                                                                   | 1999  | —           | 46          | —           | —           | 34            | —           | —           | 52          | 27          | —           | Slipknot                        |
| Spit It Out                                                                      | 1999  | —           | 97          | —           | —           | —             | —           | —           | —           | 28          | —           | Slipknot                        |
| Left Behind                                                                      | 2001  | —           | 97          | —           | —           | 30            | —           | 42          | —           | 24          | —           | Iowa                            |
| My Plague                                                                        | 2001  | —           | —           | —           | —           | —             | —           | 46          | —           | 43          | —           | Iowa                            |
| Duality                                                                          | 2004  | 28          | —           | 106         | 6           | 5             | 74          | 43          | 63          | 15          | 35          | Vol. 3: (The Subliminal Verses) |
| Vermilion                                                                        | 2004  | 74          | —           | —           | 17          | 14            | —           | —           | —           | 31          | —           | Vol. 3: (The Subliminal Verses) |
| Vermillion Pt. 2                                                                 | 2004  | 74          | —           | —           | 17          | 14            | —           | —           | —           | 31          | —           | Vol. 3: (The Subliminal Verses) |
| Before I Forget                                                                  | 2005  | —           | —           | —           | 32          | 11            | —           | —           | —           | 35          | —           | Vol. 3: (The Subliminal Verses) |
| The Nameless                                                                     | 2005  | —           | —           | —           | —           | 25            | —           | —           | —           | —           | —           | Vol. 3: (The Subliminal Verses) |
| The Blister Exists                                                               | 2006  | —           | —           | —           | —           | —             | —           | —           | —           | —           | —           | Vol. 3: (The Subliminal Verses) |
| All Hope Is Gone                                                                 | 2008  | —           | —           | —           | —           | —             | —           | —           | —           | 98          | 42          | All Hope Is Gone                |
| Psychosocial                                                                     | 2008  | 31          | 84          | 102         | 20          | 7             | 100         | —           | —           | 67          | 28          | All Hope Is Gone                |
| Dead Memories                                                                    | 2008  | —           | —           | —           | 19          | 3             | —           | —           | —           | —           | —           | All Hope Is Gone                |
| Sulfur                                                                           | 2009  | —           | —           | —           | —           | 18            | —           | —           | —           | —           | —           | All Hope Is Gone                |
| Snuff                                                                            | 2009  | —           | —           | 110         | 12          | 2             | —           | —           | —           | —           | —           | All Hope Is Gone                |
| The Negative One                                                                 | 2014  | —           | 76          | —           | —           | 33            | —           | —           | —           | 71          | —           | .5: The Gray Chapter            |
| The Devil In I (en)                                                              | 2014  | —           | 88          | 123         | —           | 2             | —           | —           | —           | 135         | —           | .5: The Gray Chapter            |
| Custer (en)                                                                      | 2015  | —           | —           | —           | —           | 28            | —           | —           | —           | —           | —           | .5: The Gray Chapter            |
| Killpop (en)                                                                     | 2015  | —           | —           | —           | —           | 10            | —           | —           | —           | —           | —           | .5: The Gray Chapter            |
| Goodbye (en)                                                                     | 2016  | —           | —           | —           | —           | 22            | —           | —           | —           | —           | —           | .5: The Gray Chapter            |
| Unsainted (en)                                                                   | 2019  | —           | 86          | —           | 21          | —             | 85          | —           | —           | 68          | 14          | We Are Not Your Kind            |
| Solway Firth (en)                                                                | 2019  | —           | —           | —           | 8           | —             | 146         | —           | —           | 61          | —           | We Are Not Your Kind            |
| Birth of the Cruel (en)                                                          | 2019  | —           | —           | —           | 14          | —             | —           | —           | —           | —           | —           | We Are Not Your Kind            |
| Nero Forte (en)                                                                  | 2019  | —           | —           | —           | 11          | —             | —           | —           | —           | 84          | —           | We Are Not Your Kind            |
| The Chapeltown Rag (en)                                                          | 2021  | —           | 23          | 19          | 19          | —             | —           | —           | —           | 28          | —           | The End, So Far                 |
| The Dying Song (Time to Sing) (en)                                               | 2022  | —           | —           | —           | 27          | —             | —           | —           | —           | 70          | —           | The End, So Far                 |
| Yen (en)                                                                         | 2022  | 21          | —           | —           | 37          | —             | —           | —           | —           | 100         | —           | The End, So Far                 |
| « — » signifie que le single n'est pas sorti ou n'a pas été classé dans le pays. |       |             |             |             |             |               |             |             |             |             |             |                                 |

## Clips vidéo
| Titre                           | Année | Réalisateur(s)                 |
| Spit It Out                     | 1999  | Thomas Mignone                 |
| Wait and Bleed                  | 1999  | Atticus                        |
| Wait and Bleed (version animée) | 1999  | Atticus                        |
| Surfacing (live)                | 2000  | Atticus                        |
| Scissors                        | 2000  |                                |
| Left Behind                     | 2001  | Dave Meyers                    |
| The Heretic Anthem (live)       | 2001  | Dave Meyers                    |
| My Plague (New Abuse Mix)       | 2002  | Matthew Amos, Simon Hilton     |
| Duality                         | 2004  | Tony Petrossian, Marc Klasfeld |
| Vermilion                       | 2004  | Tony Petrossian, Shawn Crahan  |
| Vermilion Pt. 2                 | 2004  | Tony Petrossian                |
| Before I Forget                 | 2005  | Tony Petrossian                |
| The Nameless (live)             | 2005  | Shawn Crahan                   |
| The Blister Exists (live)       | 2007  | Shawn Crahan                   |
| Psychosocial                    | 2008  | P. R. Brown                    |
| Dead Memories                   | 2008  | P. R. Brown, Shawn Crahan      |
| Sulfur                          | 2009  | P. R. Brown, Shawn Crahan      |
| Snuff                           | 2009  | P. R. Brown, Shawn Crahan      |
| The Negative One                | 2014  | Shawn Crahan                   |
| The Devil In I                  | 2014  | Shawn Crahan                   |
| The Devil In I (live)           | 2014  |                                |
| Custer (live)                   | 2015  |                                |
| Killpop                         | 2015  | Shawn Crahan                   |
| XIX                             | 2015  |                                |
| Before I Forget (live)          | 2018  |                                |
| All Out Life                    | 2018  | Shawn Crahan                   |
| Unsainted                       | 2019  | Shawn Crahan                   |
| Solway Firth                    | 2019  | Shawn Crahan                   |
| Nero Forte                      | 2019  | Shawn Crahan                   |
| Pollution                       | 2020  | Jeff Powers, Shawn Crahan      |
| The Chapelton Rag (live)        | 2022  |                                |
| The Dying Song (Time to Sing)   | 2022  | Shawn Crahan                   |
| Yen                             | 2022  | Shawn Crahan                   |
| Death March                     | 2023  | Shawn Crahan                   |
| Hive Mind                       | 2023  | Shawn Crahan                   |

## Autres apparitions
| Titre                            | Année | Album                                   |
| -------------------------------- | ----- | --------------------------------------- |
| Liberate (live)                  | 2000  | Tattoo the Earth: The First Crusade     |
| (sic)                            | 2002  | NASCAR on Fox: Crank It Up              |
| Snap                             | 2003  | Freddy vs. Jason (bande originale)      |
| Vermilion Pt. 2 (Bloodstone Mix) | 2006  | Underworld: Evolution (bande originale) |